# フィリップ・ラゲリ
フィリップ・ラゲリ（Philippe Laguérie, 1952年9月30日 - ）は、フランス人のカトリック聖伝主義の司祭である。ラゲリは、トリエント・ミサを維持する修道会である「善き牧者会」（英語: Institute of the Good Shepherd, フランス語: Institut du Bon Pasteur）の初代総長であった。

## 経歴
オー＝ド＝セーヌ県ソー出身のラゲリは、ローマ・カトリック信徒の家庭で育ち、スイスの Écôneにある聖ピオ十世会国際神学校にて司祭になるための勉強をした。彼は1979年6月29日に聖ピオ十世会（SSPX）の創立者マルセル・ルフェーブルによって司祭に叙階された。1984年にフランソワ・デュコー＝ブルジェの後任としてパリのサン・ニコラ・ドゥ・シャルドネ教会の主任司祭を担当し、1997年までその地位に留まった。2002年にボルドーに居を移し、サン＝エロワ教会を不法に占拠した。聖ピオ十世会との関係を回復するために教皇ヨハネ・パウロ2世が1988年に設立したエクレジア・デイ委員会の創設に伴って、彼自身の状況を再検討するようになる以前のことであった。
2004年9月16日、ラゲリは上長のベルナール・フェレー司教によってSSPX から追放された。 2年後の2006年9月8日、彼は新しく設立された「善き牧者会（仏: Institut du Bon Pasteur）」の指導者に選ばれ、教皇ベネディクト16世の承認を得て、ボルドー大司教 Jean-Pierre Ricardとの協定への調印に伴い、サン＝エロワ教会の状況が合法化された。ラゲリは2013年8月13日にさらに6年間の任期で総長に再選された。教皇庁は2013年9月13日にこの決定を承認した。
教会法によれば、「善き牧者会」は、エクレジア・デイ委員会と奉献生活研究所および Congregation for Institutes of Consecrated Life and Societies of Apostolic Life の双方に従属する使徒的生活の会であり、会に所属する司祭に対して通常の管轄権を行使する。

## 論争
かつては、ラゲリはフランス極右 French far rightとも接触があった。1987年、第二次世界大戦中のガス室使用に関して、ジャン＝マリー・ル・ペンの物議を醸す発言を受けて同氏を擁護し、「フランスを45年間独裁政権に置いてきたユダヤ系の偉大な銀行家」を批判した。 同氏はまた、ホロコースト否認論の一部は「完全に科学的」であると主張した。SSPX を脱退してからは、このような見解からは距離を置いており、 リチャード・ウィリアムソンのホロコースト否認主義的発言に対し非常に批判的である。2009年2月13日に「スキャンダルであり容認できない暴言」として非難した。
1996年、当時 SSPX の司祭であったフィリップ・ラゲリ神父はパリのサン・ニコラ・ドゥ・シャルドネ教会でポール・トゥヴィエの霊魂のためにトリエント・ミサ形式の典礼でレクイエム・ミサを捧げた。 フランスのナチスの協力者であり、人道に対する罪で有罪判決を受けた最初のフランス人であるトゥヴィエは、民兵団の高官であり、フランスにおけるホロコースト Holocaust in France の上級犯罪者であった。